# 헌티드 (1995년 영화)
헌티드(The Hunted)는 미국에서 제작된 J.F. 로턴 감독의 1995년 액션, 드라마, 스릴러 영화이다. 크리스토퍼 램버트 등이 주연으로 출연하였고 존 데이비스 등이 제작에 참여하였다.

## 출연

### 주연
- 크리스토퍼 램버트
- 존 론

### 조연
- 하라다 요시오
- 시마다 요코
- 탁 쿠보타
- 오카다 마스미
- 제임스 사이토

## 제작진
- 미술: 필 다고트